# Escudo de Hidalgo
El escudo del estado de Hidalgo reconocido como oficial es el diseñado por Diego Rivera e ideado por José Vasconcelos; fue reconocido como oficial, mediante un decreto del 22 de diciembre de 1979, publicado en el Periódico Oficial del Estado de Hidalgo, el 24 de enero de 1980.

## Historia
Fue José Vasconcelos, el primer Secretario de Educación Pública quien invitó a Diego Rivera a realizar distintos murales en el edificio central de la Secretaría de Educación. Rivera comenzó la decoración del edificio en 1923, finalizándola en 1928; en estas obras se reflejó las ideas de la época, la vida y las costumbres del pueblo mexicano. La obra mural está plasmada en los muros de los patios Principal y de Juárez del edificio; en el primer piso o segundo nivel, del patio Juárez es donde están las representaciones de los escudos de armas de los estados de México. Esta representación fue durante mucho tiempo usada en varios eventos y ceremonias oficiales del Gobierno del estado de Hidalgo.
El 14 de diciembre de 1979, por el decreto de la L Legislatura del Congreso de Hidalgo, fue reconocido en forma oficial, durante el periodo del gobernador de Hidalgo, Jorge Rojo Lugo. El decreto fue publicado en el Periódico Oficial del Estado de Hidalgo (POEH) el 24 de enero de 1980. El 3 de junio de 2011 se emitió el Decreto para efectos de impresión y difusión del escudo de Hidalgo, publicado en el POEH el 13 de junio de 2011. El estado de Hidalgo carece de una ley que regule el himno y el uso del escudo de Hidalgo el 15 de enero de 2014 se presentó una iniciativa para crear una ley que regule el uso del escudo. En 2017 se planeó crear la Ley del Himno, el Escudo y la Bandera del Estado de Hidalgo .

## Elementos del escudo

#### Campo superior
Al centro una montaña sinople, al centro, esta representa la serranía hidalguense, así como la crestería de sus minas. Del lado diestro, una campana de bronce pendiente de un madero, representando la Campana de Dolores. En la siniestra, un gorro frigio de gules, adornado con tres ramas de laurel, siendo estos símbolos de libertad y la victoria, obtenidas con la consumación de la Independencia de México en 1821.

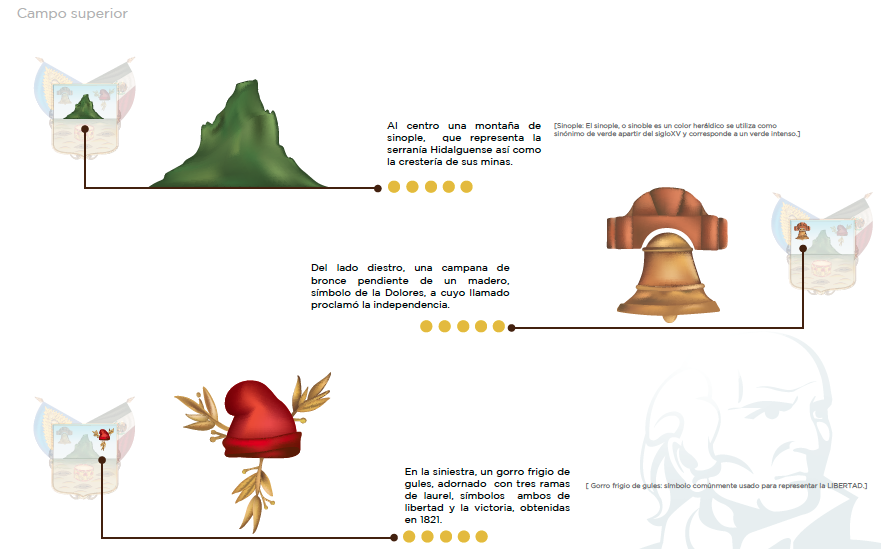
Campo superior del escudo de Hidalgo

#### Campo inferior
Se encuentra al centro una caja de guerra, símbolo de los tres grandes movimientos sociales de México: la Independencia, la Reforma y la Revolución. A diestra, centro y siniestra, tres horadaciones en el campo, que simbolizan las bocas de mina, que representan la minería, la principal actividad económica de Hidalgo.

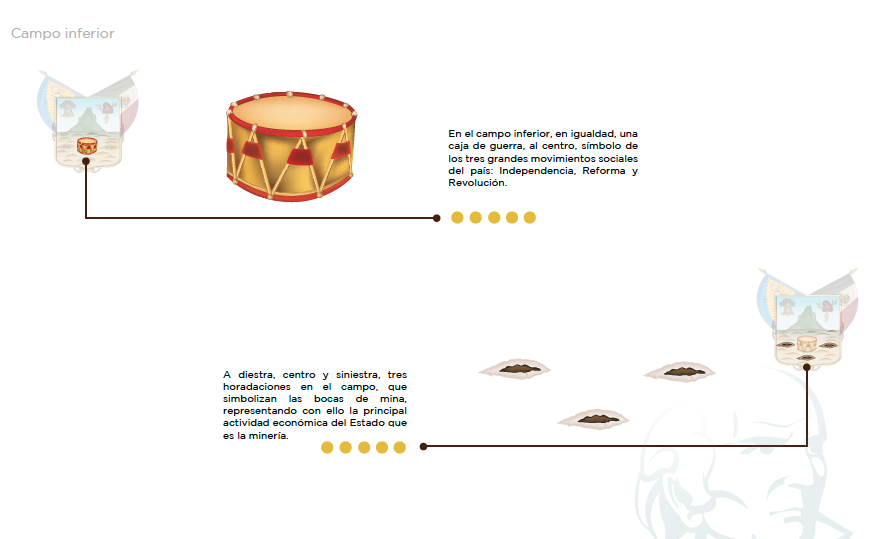
Campo inferior del escudo de Hidalgo

#### Elementos exteriores
Del lado diestro, una bandera en color azul que contiene, en el centro, la imagen de la Virgen de Guadalupe, que simboliza el Estandarte de Hidalgo. Esta imagen fue la que utilizó Miguel Hidalgo para iniciar el movimiento de Independencia de México en 1810. Del lado siniestro, se encontraba la Bandera de México con sus colores y símbolos oficiales.

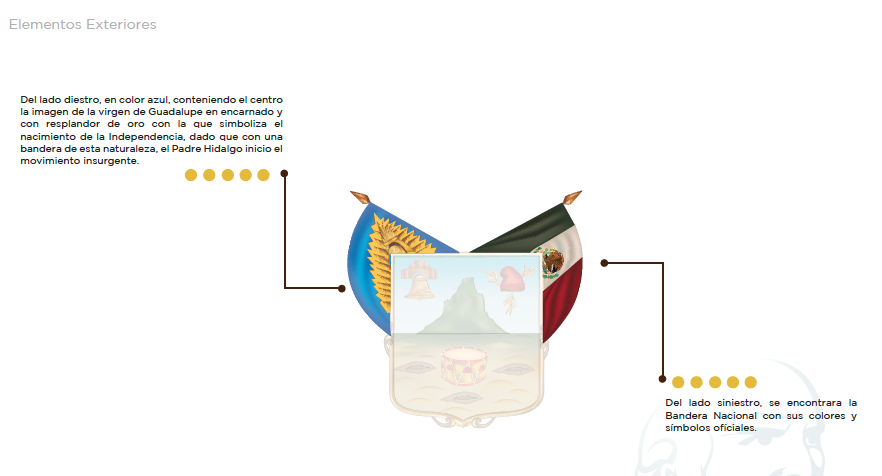
Campo inferior del escudo de Hidalgo

#### Texto inferior
El texto que se encuentra debajo del escudo es el nombre oficial de la entidad: Estado Libre y Soberano de Hidalgo. Las letras deben pertenecer a la familia tipográfica: Helvética, tipo: bold y color: Pantone 425 c.

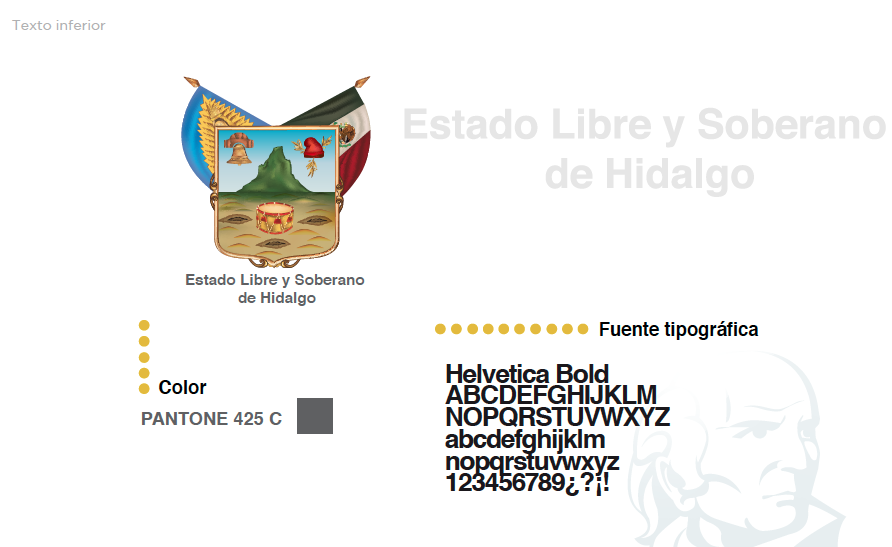
Campo inferior del Escudo de Hidalgo.

## Versión errónea

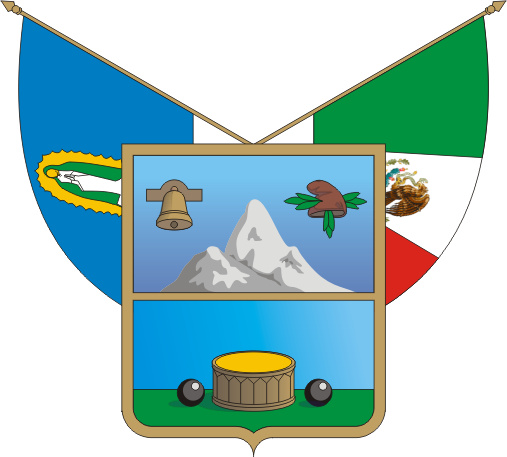
Versión errónea del escudo del estado de Hidalgo.

Existen una serie de reproducciones e interpretaciones erróneas del escudo. La primera y la principal de estas es una representación con dos bolas de cañón, en lugar de las tres horadaciones. La segunda es un error parecido: son tres bolas de cañón. El error se ha reproducido en documentos de diversas dependencias tanto estatales y municipales, textos elaborados por el gobierno estatal, e incluso durante un tiempo en las matrículas o placas de los automóviles del estado.